# Vad (Dalarna)
Vad – miejscowość (tätort) w Szwecji, w regionie administracyjnym (län) Dalarna, w gminie Smedjebacken.
Według danych Szwedzkiego Urzędu Statystycznego liczba ludności wyniosła: 291 (31 grudnia 2015), 291 (31 grudnia 2018) i 288 (31 grudnia 2019).